# Eva Rezešová
Eva Varholíková Rezešová (Kassa, 1977. augusztus 10.–) magyar származású szlovák milliomosnő, aki azt követően vált széles körben ismertté, hogy 2012-ben ittas állapotban autózva, a megengedett sebességet túllépve négy halálos áldozatot követelő közlekedési balesetet okozott Magyarországon, az M3-as autópályán. Bírósági ügye nagy port kavart a közvéleményben. Az esettől a magyar és a szlovák sajtó sokáig visszhangzott.

## Fiatalkora, családja
Apja, Alexander Rezeš (1948–2002) közlekedési miniszter volt az 1994–98 közötti Mečiar-kormányban, valamint Szlovákia második leggazdagabb embereként tartották számon egy időben; anyja Eva Szabóová (1950-). Szülei magyar származásúak, folyékonyan beszélnek magyarul. Bátyja, Július Rezeš kassai vállalkozó, korábban a kassai vasmű igazgatótanácsának elnöke volt. Gyerekkorában sok időt töltött nagyszüleinél apja szülőfalujában, Abarán. A kassai Gymnázium Trebišovskában érettségizett le 1995-ben. Miután végzett középiskolai tanulmányaival, a kassai éjszakai élet frekventált alakja lett; számos divatbemutatón és bulvárműsorban szerepelt, közben pedig az egyik szlovák egyetemen jogot hallgatott. 1999-ben azonban felhagyott felsőoktatási tanulmányaival, és összeházasodott Jan Varholík elismert kassai jégkorong-játékossal. 2000-ben megszületett egyetlen közös gyermekük, Alexandra. Házasságuk négy év után zátonyra futott, de Eva a válásuk ellenére azóta is a volt férje vezetéknevét viseli.
2007 szeptemberében világra hozta második lányát, Ellát, aki a tervezett időponthoz képest egy hónappal hamarabb, így koraszülöttként született. Ella édesapja Erik Fischer, akivel Rezešová később gyermekelhelyezési perben állt a kislányt illetően, az őt hosszú időre ismertté tévő baleset idején is; a szerencsétlenséget követően gyermekeiről édesanyja gondoskodott egészen szabadulásáig).
2008-ban a prominens szlovák Envy szépészeti klinika egyik internetes promóciójában jelent meg, mint modell. 2009-ben a lapok arról cikkeztek, hogy egy párt alkotnak Mario Gottival, a szlovák Playboy magazin fotósával, azonban ő ezt megcáfolta azzal, hogy valójában volt férjével, Jan Varholíkkal folytatják újra kapcsolatukat. Következő partnere Lukáš Trnovský volt, aki 2011-ben jegyezte el egy, a Magas-Tátrában töltött nyaralás alkalmával.
Anyanyelvi szinten (bár dialektusban) beszél magyarul, emellett természetesen beszél szlovákul, illetve angolul is.

## Bírósági ügye

### Korábbi balesete
2000 januárjában okozott először közlekedési balesetet; akkor ezüstszínű Mercedesével hátulról rohant bele egy Skoda gépjárműbe. A kocsi 68 éves sofőrje nem szenvedett sérüléseket: mindössze az autó tört össze. Szlovák lapok híradásai szerint a vérében nem találtak alkoholt.
Az elkövetkező 12 évben nem volt szabálysértési büntetése.

### A 2012-es baleset körülményei
2012. augusztus 21-ét megelőzően összeveszett kisebbik lánya apjával, Erik Fischerrel, ezért autóba szállt és Kassáról Pozsonyba indult, Magyarországon keresztül. Az M3-as autópályán, a 46-os kilométerkőnél (a Pest megyei Hévízgyörk térségében autózva) ért utol egy másik, kisebb autót, melynek utasai éppen családi szüretről tartottak haza. A Rezešová által vezetett BMW X5-ös a megengedettnél jóval nagyobb, körülbelül 170 km/h sebességgel száguldott bele a 4 utast szállító Fiat Puntóba; utóbbi azonnal kigyulladt, utasai közül hárman a helyszínen meghaltak, de a kórházba szállítás után a negyedik érintett is elhunyt.
A baleset után közvetlenül megszondáztatták Eva Rezešovát: a szonda elszíneződése miatt vér- és vizeletvételre is előállították, valamint szakértőt hívtak ki az üggyel kapcsolatban. Az eljárásban a milliomosnő végig tagadta bűnösségét. Alkoholos befolyásoltságát azzal indokolta, hogy arcüreg-gyulladása és köhögése miatt gyógyszert szedett, valamint a karambol utáni sokkos állapotban ráivott.
A Fiat felborult és kigyulladt: 90%-a tönkrement. A négy utas két karácsondi házaspár volt: hárman a helyszínen elhunytak sérüléseikben; testük felismerhetetlenségig elszenesedett. A negyedik utas még ki tudott szállni az autóból, ő a kórházban hunyt el égési sérüléseiben. Temetésük napja a DNS-vizsgálatok miatt 2012. szeptember 28. lett. Rezešová a balesetben csak könnyebb sérüléseket szenvedett.

### Igazságügyi eljárások
2013. november 22-én az első fokon eljáró Gödöllői Járásbíróság nem jogerősen 6 év fogházra ítélte több ember halálát okozó ittas vezetés miatt, ami a törvény szerint 5-től 10 évig terjedő börtönnel büntethető. A bíróság azzal indokolta a döntést, hogy felmerülhet, hogy a Fiat Punto sofőrje is véthetett a balesetkor közlekedési hibát, de később kiderült, hogy nem így történt. Mindkét fél fellebbezett. A másodfokú bírósági eljárásig szabadlábra helyezte, és házi őrizetre engedte. Ezt az időt a Duna-parti Prestige Towers egyik luxuslakásában töltötte. A lakók kellemetlennek vélték a milliomosnő ott-tartózkodását. A házi őrizet egyébként az egész luxus lakóparkra kiterjedt, így a hozzá tartozó szaunaparkban, jachtkikötőben, illetve medencerészben is tartózkodhatott.
Tóth András szerint az első fokon Rezešová enyhébb ítéletért felelőssé tett dr. Melegh Gábor műszaki szakértőt ki kellett volna zárni a perből, mert mielőtt a védelemnek segített volna, elutasította az áldozatok rokonainak felkérését, így az ügyészség szerint szakértői véleménye elfogult lehetett. „Meleghet már első fokon ki kellett volna zárni összeférhetetlenség miatt. Az ügyész részletesen taglalta, hogy a szakértő valótlan okra hivatkozva utasította el az áldozatok családjának felkérését, majd utána Rezešová ügyvédjének, Novák Péternek a megkeresésére beszállt az ügybe. Alappal kérdőjeleződik meg a pártatlansága, hiszen nem valós körülményekre hivatkozott az áldozatok családjának” – taglalta a másodfokú eljáráson az ügyész.
2014. május 5-ére tervezték a másodfokú eljárást, azonban az első tárgyalási napot a vádlott betegségére hivatkozva elhalasztották május 22-ére, mely tárgyaláson a szlovák konzul is megjelent. 2014. szeptember 9-én másodfokon eljáró Budapest Környéki Törvényszék 9 év börtönre ítélte Rezešovát, valamint 8 év eltiltást szabtak ki járművezetést érintően. A törvényszék nem törölte el az első fokon eljáró ítéletet, viszont dr. Melegh Gábort kizárták a perből. Ügyvédje, dr. Novák Péter azzal az indokkal védte a milliomosnőt, hogy Rezešová nem vezetés előtt ivott, hanem az ütközés utáni stressz miatt. A tárgyalás végén az utolsó szó jogán Rezešová magyarul kért bocsánatot: „Ez a baleset olyan mély nyomot hagyott a lelkemben, hogy ez az életem végéig fog kísérni. Tudom, hogy nagyon nehéz az én ügyemben elfogulatlanul ítélkezni, mert engemet már régen a közvélemény elítélt, amikor még nyomozott és szakban volt az egész ügy és még nem is volt a vádirat. Ezért kérem a tisztelt törvényszéket, hogy pártatlan és elfogulatlan ítéletet próbáljon hozni. [...] Rettenetesen sajnálom, hogy ez a tragikus baleset bekövetkezett. Mélyen együtt érzek a hozzátartozókkal, mert tudom hogy óriási tragédia történt nekik. Közel két éve vagyok előzetes letartóztatásban, ez a legnehezebb időszak az egész családomnak, a gyerekeim nem tudják feldolgozni, ami történik. Tudom, hogy már semmi nem lesz olyan, ez életem végéig kísérni fog. [...] Én is egy ember vagyok, anya vagyok, és nekem is van már csak anyukám, apukám meghalt. Tehát tudom milyen elveszteni egy szülőt, mert az én apukám is tragikus körülmények között meghalt”.
Az eljárásokon azonban Rezešová szlovák tolmácsot kért a bonyolult műszaki és jogi kifejezések miatt – de ő maga, valamint családja is jól beszél magyarul –, valamint a tolmács közreműködése kötelezően előírott szlovák állampolgársága révén. Mind a tolmácsot, mind azt, hogy kérte, arcát cenzúrázzák a média anyagokban a közvélemény provokációnak fogta fel. Eva édesanyja és sógornője, Eva Džodlová is megjelentek a tárgyalásokon: a részvétet nem tükröző ruházatot viseltek, amit egyes lapok szintén provokációnak fogtak fel.

### Börtönévei és szabadulása
Rezešovát mintarabként tartották nyilván. A Gyorskocsi utcai börtönben töltötte büntetését, ahol a börtön varrodájában elkezdett dolgozni is, valamint megtanult folyékonyan magyarul. Börtöntársai jó véleménnyel voltak személyéről. Lapok értesülése szerint 4 millió forint kártérítést fizetett kártérítésként az elhunytak hozzátartozóinak.
2017. december 23-án, valamint december 31-én egy-egy napra hazamehetett a börtönből családjához, amit példás magaviseletével érdemelt ki.
2018. augusztus 28-án reggel elhagyta a Nagy Ignác utcai börtönt. Bár eredetileg Gyorskocsi utcai börtönben töltötte büntetését, a szabadulása előtt szállították át az előbb említett intézménybe. A börtön kapujában édesanyja és kisebbik lánya, Ella fogadta. Rajtuk kívül rengeteg szlovák és magyar médiamunkatárs várta őt, a nő azonban nem reagált a neki feltett kérdésekre. Szabadulása után azonos autóval utazott édesanyja kassai ingatlanába, amivel a karambolt is okozta. Szabadlábra akkor még csak feltételesen kerüélt, így még 3 évig meghatározott időközönként tartania kellett a kapcsolatot egy pártfogó felügyelővel. A vezetéstől csak Magyarországtól tiltották el 8 évre, így Magyarországon 2026-ban tud vezetni leghamarabb, Szlovákiában azonban legálisan ülhet volán mögé.
2022 januárjában Friderikusz Sándor mikrofonja előtt részletesen beszélt arról, hogy tudatában van a teljes felelősségének és elismeri azt, valamint hogy mennyi változást hozott benne a balesete óta eltelt időszak és ezen belül is a börtönben töltött hat év; töredelmes bocsánatot kért az áldozatainak hozzátartozóitól, és azt is közölte, hogy többet nem fog gépjárművet vezetni.

## Napjainkban
Börtönévei alatt, 2015-ben 110 millió magyar forintért adta el a kassai Kremnická utcai otthonát.
2018. augusztus 29-én aktiválta Instagram profilját, mely kezdetben privát oldalként működött a közösség előtt. 2019-ben 2000-en felüli követőbázisa volt.
Nem sokkal később sógornője, Eva Džodlová tulajdonában lévő Maiko Sushi nevű étteremben kezdett el dolgozni, afféle "mindenesként". Az étterem prémium minőségű, a kassai Doubletree by Hilton Hotel épületében helyezkedik el.
2019 januárjában a lapok arról írtak, hogy a család a kassai villájukat árusítására bocsátották. Egy ingatlanügynök a ház értékét 2 milliárd magyar forintra becsülte. Egy közeli ismerős arról nyilatkozott, hogy Rezešová külföldön vett ingatlant, ahol új életet szeretne kezdeni gyermekeivel.
2019 áprilisában közösségi oldalán bejelentette, hogy egy párt alkot Matej Galovič szlovák NB II-es labdarúgóval.

## Hatása
2013. december 3-án Rogán Antal, a FIDESZ frakcióvezetője a Prestige Towers előtt kinyilvánította ellenszenvét abban a témában, hogy luxus körülmények között tölti házi őrizetét a négy ember haláláért felelős nő, illetve kifejezte a törvényszék irányába, hogy szigorú törvénymódosítással előzzék meg az olyan eseteket, melyek lehetőséget adnak a házi őrizet opciójának igénylésére. A politikus ezen momentumot videóra rögzítve töltötte fel a nyilvános Facebook oldalára. Bánáti János, a Magyar Ügyvédi Kamara elnöke így reagált Rogán Antal véleménykifejtésére: „Példátlan, hogy egy politikus a jogerős bírósági döntés előtt kinyilvánítsa, hogy milyen jellegű határozatot tartana elvárhatónak”. Ezt követően pár órával később a bíróság megszüntette a házi őrizetet, és a milliomosnőt ötödik emeleti lakásából börtönbe helyezték el. A törvényszék Rezešová vagyonára és külföldi kapcsolataira hivatkozva szüntette meg a házi őrizetet, a szökés veszélye miatt. A közvélemény Rogán Antalnak tulajdonította a házi őrizet megszüntetését, ám vegyes visszhangja volt Rogán felszólalásának.
A 2015. májusi mozgóképkultúra és médiaismeret tantárgy írásbeli érettségi vizsgájának miniesszéjében a Rezešová-esetről kellett írni a diákoknak. A feladatban a diákoknak meg kellett nevezniük két olyan tényezőt, mely különösen alkalmas volt a kitüntetett média-figyelemre (indokkal), továbbá meg kellett nevezniük három olyan értelmezési keretet, ami megmagyarázza az eset valamely morálisan lényeges mozzanatát.
Gergely Zsófia újságíró, aki foglalkozását betöltve jelen volt Rezešová első és másodfokú tárgyalásán, Rezešová szabadulása után az esetről így nyilatkozott az egyik tévéműsorban: „Ebbe sokkal több minden sűrűsödött bele, mint hogy ez csak egy közlekedési baleset legyen. Mert ebben benne volt a magyar-szlovák kettősség, az ivás, a gazdag-szegény: ezek nagyon kiható ellentétek voltak végig – ezért fogalmaztam mindig úgy, hogy ez egy nagyon torz népmese”.